# Dahmane Haffaf
Dahmane Haffaf est un footballeur international algérien né le 11 septembre 1958 à Tizi Ouzou. Il évoluait au poste de défenseur central.

## Biographie
Dahmane Haffaf reçoit une seule et unique sélection en équipe d'Algérie. Il s'agit d'un match amical disputé contre l'Italie le 11 novembre 1989 (défaite 1-0).
En club, il joue pendant 16 ans avec l'équipe de la JS Kabylie. Il remporte notamment avec la JSK, sept titres de champion d'Algérie, deux Coupes d'Algérie, et deux Coupe des clubs champions africains.
Il est le joueur le plus titré de la JSK avec 13 titres.
De 1995 à 2015, il travaille aux Émirats arabes unis.
En 2015, la direction de la JSK lui demande de travailler comme DTS puis se retire 4 mois plus tard à cause de la mauvaise gestion du club.

## Palmarès
- Champion d'Algérie (7) : en 1980, 1982, 1983, 1985, 1986, 1989 et 1990 avec la JS Kabylie.
- Vice-champion d'Algérie en 1978, 1979, 1981 et 1988 avec la JS Kabylie.
- Vainqueur de la Coupe d'Algérie (2) :  en 1986 et 1992 avec la JS Kabylie.
- Finaliste de la Coupe d'Algérie en 1979 et 1991 avec la JS Kabylie.
- Vainqueur de la Supercoupe d'Algérie (1) : en 1992 avec la JS Kabylie.
- Vainqueur de la Coupe d'Afrique des clubs champions (2) : en 1981 et 1990 avec la JS Kabylie.
- Vainqueur de la Supercoupe d'Afrique (1) : en 1982 avec la JS Kabylie.